# Kardinalska imenovanja pape Benedikta XVI.
Papa Benedikt XVI. za vrijeme svoga pontifikata (2005. – 2013.) održao je 5 konzistorija na kojima je imenovao ukupno 90 kardinala.

## Konzistorij 24. ožujka 2006. (I.)
1. William Joseph Levada, sanfranciskanski nadbiskup emeritus, prefekt Kongregacije za nauk vjere
2. Franc Rode, C.M., ljubljanski nadbiskup emeritus, prefekt Kongregacije za institute posvećenoga života i društva apostolskoga života
3. Agostino Vallini, albanski biskup-nadbiskup emeritus, prefekt Vrhovnoga sudišta Apostolske signature
4. Jorge Liberato Urosa Savino, karakaški nadbiskup
5. Gaudencio Borbon Rosales, manilski nadbiskup
6. Jean-Pierre Ricard, bordoški nadbiskup
7. Antonio Canizares Llovera, toledski nadbiskup
8. Nicholas Cheong Jin-Suk, seulski nadbiskup
9. Seán Patrick O'Malley, O.F.M.Cap., bostonski nadbiskup
10. Stanisław Dziwisz, krakovski nadbiskup
11. Carlo Caffarra, bolonjski nadbiskup
12. Joseph Zen Ze-Kiun, S.D.B., hongonški biskup
13. Andrea Cordero Lanza di Montezemolo, tuskanski naslovni nadbiskup, arhiprezbiter Papinske bazilike sv. Pavla izvan zidina
14. Peter Poreku Dery, tamalski nadbiskup emeritus
15. Albert Vanhoye, S.J., svećenik, rektor emeritus Papinskoga biblijskog instituta, tajnik emeritus Papinskoga biblijskog povjerenstva

## Konzistorij 24. studenoga 2007. (II.)
1. Leonardo Sandri, emonski naslovni nadbiskup, prefekt Kongregacije za istočne crkve
2. John Patrick Foley, neapolski naslovni nadbiskup, pro-veliki meštar Viteškoga reda sv. Groba Jeruzalemskoga, predsjednik emeritus Papinskoga vijeća za društvene komunikacije
3. Giovanni Lajolo, cezarijanski naslovni nadbiskup, predsjednik Papinskoga povjerenstva za Držva Vatikanski Grad i predsjednik guvernatorata Vatikanskoga Grada
4. Paul Josef Cordes, naiski naslovni nadbiskup, predsjednik Papinskoga vijeća Cor Unum.
5. Angelo Comastri, loretanski nadbiskup-prelat emeritus, arhiprezbiter Papinske bazilike sv. Petra u Vatikanu, generalni vikar Njegove Svetosti za Vatikanski Grad, predsjednik Radionice sv. Petra
6. Stanisław Ryłko, novički naslovni nadbiskup, predsjednik Papinskoga vijeća za laike
7. Raffaele Farina, S.D.B., opitergijski naslovni nadbiskup, arhivar i knjižničar Svete Rimske Crkve
8. Agustín García-Gasco Vicente, valencijski nadbiskup
9. Seán Baptist Brady, armaški nadbiskup
10. Lluís Martínez Sistach, barcelonski nadbiskup
11. André Vingt-Trois, pariški nadbiskup
12. Angelo Bagnasco, đenovski nadbiskup
13. Théodore-Adrien Sarr, dakarski nadbiskup
14. Oswald Gracias, bombajski nadbiskup
15. Francisco Robles Ortega, monterejski nadbiskup
16. Daniel Nicholas DiNardo, galvestonsko-hjustonski nadbiskup
17. Odilo Pedro Scherer, saopaulski nadbiskup
18. John Njue, nairobijski nadbiskup
19. Emmanuel III Delly, babilonski patrijarh kaldejaca
20. Giovanni Coppa, sertanski naslovni nadbiskup, apostolski nuncij
21. Estanislao Esteban Karlic, paranski nadbiskup emeritus
22. Urbano Navarrete Cortés, S.J., bivši rektor Papinskoga gregorijanskog sveučilišta
23. Umberto Betti, O.F.M., bivši rektor Papinskoga lateranskog sveučilišta

Papa je također najavio da je košalinsko-koloberški biskup Ignacy Ludwik Jeż trebao biti imenovan kardinalom, ali je mons. Jeż iznenada umro dan prije objave novih imena.

## Konzistorij 20. studenoga 2010. (III.)
1. Angelo Amato, S.D.B., silski naslovni nadbiskup, prefekt Kongregacije za kauze svetaca
2. Antonios Naguib, aleksandrijski patrijarh (Koptska katolička crkva)
3. Robert Sarah, konakirski nadbiskup emeritus, predsjednik Papinskoga vijeća Cor Unum.
4. Francesco Monterisi, biogradski naslovni nadbiskup, arhiprezbiter Papinske bazilike sv. Pavla izvan zidina
5. Fortunato Baldelli, mevanijski naslovni nadbiskup, veliki pokorničar
6. Raymond Leo Burke, sentluiski nadbiskup emeritus, prefekt Vrhovnoga sudišta Apostolske signature
7. Kurt Koch, bazelski biskup-nadbiskup emeritus, Predsjednik Papinskoga vijeća za promicanje kršćanskoga jedinstva
8. Paolo Sardi, sutrijski naslovni nadbiskup, pro-patron Suverenog viteškog bolničkog reda sv. Ivana od Jeruzalema, Rodosa i Malte, vice-kamerlengo Svete Rimske Crkve
9. Mauro Piacenza, viktorijanski naslovni nadbiskup, prefekt Kongregacije za kler
10. Velasio de Paolis, C.S., teleptijski naslovni nadbiskup, predsjednik Prefekture za Ekonomske poslove Svete Stolice
11. Gianfranco Ravasi, naslovni nadbiskup Villamagne u Prokonzulariji, predsjednik Papinskoga vijeća za kulturu i Papinskih povjerenstava za crkvenu baštinu i sakralnu arheologiju
12. Medardo Joseph Mazombwe, lusaški nadbiskup emeritus
13. Raúl Eduardo Vela Chiriboga, nadbiskup emeritus Quita
14. Laurent Monsengwo Pasinya, kinšaski nadbiskup
15. Paolo Romeo, palermski nadbiskup
16. Donald William Wuerl, vašingtonski nadbiskup
17. Raymundo Damasceno Assis, aparesidanski nadbiskup
18. Kazimierz Nycz, varšavski nadbiskup
19. Albert Malcolm Ranjith Patabendige Don, kolombski nadbiskup
20. Reinhard Marx, minhenski i frajzinški nadbiskup
21. José Manuel Estepa Llaurens, španjolski vojni nadbiskup emeritus
22. Elio Sgreccia, predsjednik emeritus Papinske akademije za život
23. Walter Brandmüller, predsjednik emeritus Papinskoga povjerenstva za povijesne znanosti
24. Domenico Bartolucci, maestro emeritus Papinske glazbene kapele Sistina

## Konzistorij 18. veljače 2012. (IV.)
1. Fernando Filoni, volturnski naslovni nadbiskup, prefekt Kongregacije za evangelizaciju naroda
2. Manuel Monteiro de Castro, beneventanski naslovni nadbiskup, veliki pokorničar
3. Santos Abril y Castelló, arhiprezbiter Papinske liberijanske bazilike i vice-kamerlengo Svete Rimske Crkve
4. Antonio Maria Vegliò, eklanski naslovni nadbiskup, predsjednik Papinskoga povjerenstva za putnike i selioce
5. Giuseppe Bertello, urbsalvijski naslovni nadbiskup, predsjednik Papinskoga povjerenstva za Državu Vatikanski grad i guvernaturata Vatikanskoga grada
6. Francesco Coccopalmerio, celijanski naslovni nadbiskup, predsjednik Papinskoga vijeæa za zakonske tekstove
7. Joao Braz de Aviz, brazilijanski nadbiskup emeritus, prefekt Kongregacije za institute posveæenoga života i društva apostolskoga života
8. Edwin Frederick O'Brien, pro-veliki meštar Viteškoga reda sv. Groba Jeruzalemskoga
9. Domenico Calcagno, savonsko-nolijski biskup-nadbiskup emeritus; predsjednik Uprave za baštinu Apostolske stolice
10. Giuseppe Versaldi, alesandrijski biskup-nadbiskup emeritus, predsjednik Prefekture za ekonomske poslove Svete Stolice
11. George Alencherry, ernakulamsko-angamalijski veliki nadbiskup (Siro-malabarska katolička Crkva)
12. Thomas Christopher Collins, torontski nadbiskup
13. Dominik Duka, O.P., praški nadbiskup
14. Willem Jacobus Eijk, utrehtski nadbiskup
15. Giuseppe Betori, firentinski nadbiskup
16. Timothy Michael Dolan, njujorški nadbiskup
17. Rainer Maria Woelki, berlinski nadbiskup
18. John Tong Hon, hongkonški biskup
19. Lucian Mureșan, fagaraško-albajulijski veliki nadbiskup (Rumunjska grkokatolička Crkva)
20. Julien Ries, svećenik namurske biskupije i profesor emeritus na Katoličkom sveučilištu u Louvainu
21. Prosper Grech, O.S.A., profesor emeritus nekoliko rimskih sveučilišta i konzultor Kongregacije za nauk vjere
22. Karl Josef Becker, S.J., profesor emeritus na Papinskom gregorijanskom sveučilištu i dugogodišnji konzultor Kongregacije za nauk vjere

## Konzistorij 24. studenoga 2012. (V.)
1. James Michael Harvey, memfijski naslovni nadbiskup, arhiprezbiter Papinske bazilike sv. Pavla izvan zidina
2. Béchara Boutros Rai, O.M.M., antiohijski patrijarh (Maronitska crkva)
3. Baselios Cleemis Thottunkal, trivandrumski veliki nadbiskup (Siro-malankarska katolička Crkva)
4. John Olorunfemi Onaiyekan, abudžanski nadbiskup
5. Rubén Salazar Gómez, bogotski nadbiskup
6. Luis Antonio Tagle, manilski nadbiskup